# Won Jin-ah
Won Jin-ah (* 29. März 1991 in Cheonan) ist eine südkoreanische Schauspielerin.

## Leben und Karriere
Won wurde am 29. März 1991 in Cheonan geboren. Sie studierte an der Universität Hoseo. Ihr Debüt gab sie 2015 in dem Kurzfilm Catchball. Im selben Jahr war sie in dem Film Now Playing zu sehen. 2016 bekam sie eine Rolle in  The Age of Shadows. Außerdem wurde Won für die Serie Life gecastet. Zudem trat sie 2019 in der Serie Melting Me Softly auf. 2021 setzte sie ihre Karriere in She Would Never Know fort. Unter anderem spielte sie in  Hellbound die Hauptrolle.

## Filmografie
Filme
- 2015: Catchball
- 2015: The Chosen: Forbidden Cave
- 2015: Now Playing
- 2016: No Tomorrow
- 2016: The Age of Shadows
- 2017: Steel Rain
- 2019: Money
- 2019: Long Live the King
- 2021: A Year-End Medley

Serien
- 2017–2018: Rain or Shine
- 2018: Life
- 2019: Melting Me Softly
- 2021: She Would Never Know
- 2021: Hellbound

## Auszeichnungen

### Gewonnen
- 2018: 6th APAN Star Awards in der Kategorie „Best New Actress“[4]

### Nominiert
- 2018: 54th Baeksang Arts Awards in der Kategorie „Best New Actress“[5]
- 2018: The Seoul Awards in der Kategorie „Best New Actress“[6]
- 2020: 25th Chunsa Film Art Awards in der Kategorie „Best New Actress“